# Ħamrun Spartans Football Club 2011-2012

## Rosa
| N. |                    | Ruolo | Calciatore       |
| -- | ------------------ | ----- | ---------------- |
| 1  | Malta (bandiera)   | P     | Andrea Cassar    |
| 4  | Croazia (bandiera) | D     | Nikica Gacesa    |
| 6  | Malta (bandiera)   | C     | Massimo Grima    |
| 7  | Malta (bandiera)   | C     | Rupert Mangion   |
| 8  | Malta (bandiera)   | D     | Roderick Fenech  |
| 9  | Brasile (bandiera) | A     | Anderson Ribeiro |
| 10 | Malta (bandiera)   | C     | Lee James Agius  |
| 14 | Malta (bandiera)   | C     | Kevin Sammut     |
| 16 | Malta (bandiera)   | D     | Matthew Gauci    |
| 17 | Malta (bandiera)   | C     | Karl Magro       |

| N. |                       | Ruolo | Calciatore              |
| -- | --------------------- | ----- | ----------------------- |
| 18 | Brasile (bandiera)    | C     | Cadu                    |
| 19 | Svizzera (bandiera)   | C     | Carlo Polli             |
| 21 | Malta (bandiera)      | A     | Gaetan Spiteri          |
| 22 | Portogallo (bandiera) | D     | Luis Fernando Silva     |
| 24 | Malta (bandiera)      | C     | David Camilleri         |
| 27 | Malta (bandiera)      | P     | Omar Borg               |
| 28 | Malta (bandiera)      | D     | Steve Bonniċi           |
| 77 | Malta (bandiera)      | C     | Gianluca Calabretta     |
| 81 | Malta (bandiera)      | D     | Clyde Camion            |
| 99 | Malta (bandiera)      | C     | Diego Armando Cucciardi |